# Chiesa della Beata Vergine Addolorata (Vignale Monferrato)
La Chiesa della Beata Vergine Addolorata è  un edificio religioso situato a Vignale Monferrato, in provincia di Alessandria, appartenente alla diocesi di Casale Monferrato.

## Storia
La chiesa venne costruita tra il 1470 e il 1490 assieme all'attiguo monastero dall'Ordine dei Padri Serviti sul luogo di una precedente piccola chiesa più antica dedicata a Santa Maria di Monterotondo.
Danneggiata più volte nel corso dei secoli, venne utilizzata come chiesa parrocchiale dal 1771 al 1841, durante la demolizione e la successiva costruzione della nuova chiesa parrocchiale dedicata ai Santi Bartolomeo e Maurizio. Alla fine dell'800 il convento fu demolito e sul suo sedime venne costruito, a cura del Comune, un grosso edificio scolastico tuttora esistente. Vari lavori di restauro sono stati eseguiti nel corso del Novecento e nei primi anni Duemila.

## Descrizione

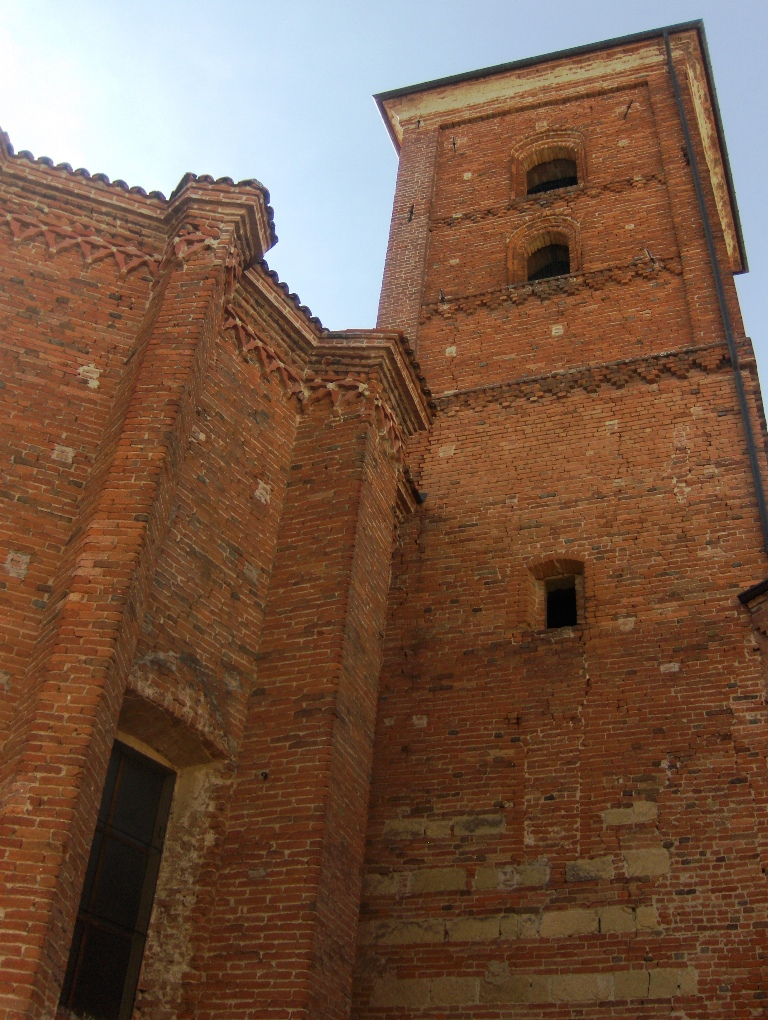
Scorcio dell'abside e della torre campanaria

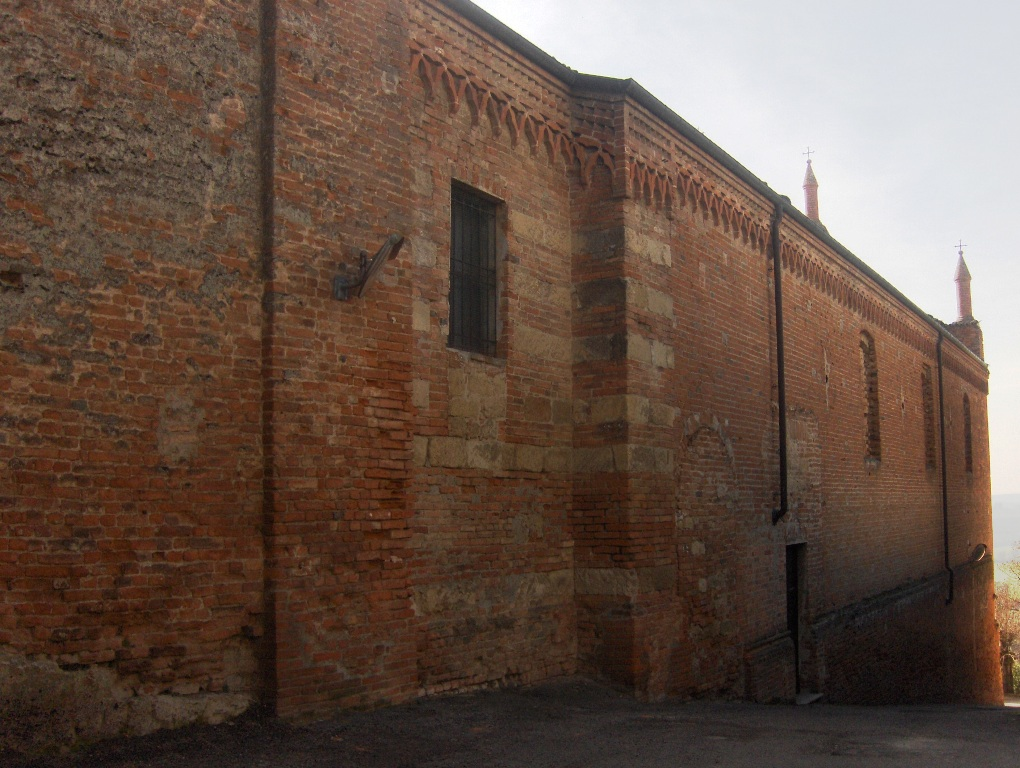
Fiancata della chiesa su via Manzoni.

### Esterno
La chiesa è in stile gotico semplificato secondo un uso molto comune in Piemonte tra la fine del '400 e i primi del '500. La facciata, che in epoca imprecisata è stata privata del rosone, si presenta tripartita per mezzo di quattro paraste ed è decorata da archetti pensili incrociati; inoltre è sovrastata da cinque pinnacoli tipicamente gotici. L'elemento decorativo ad archetti incrociati prosegue anche lungo le fiancate e l'abside mentre il campanile, massiccio ma di altezza non elevata, è decorato con motivi a dente di sega. Sul fianco della chiesa che dà su via Manzoni, oltre ad un breve tratto di muro che potrebbe appartenere alla precedente chiesa, presentando l'alternanza di pietra calcarea e mattoni tipica dell'architettura romanica monferrina, si può scorgere un portale tamponato con arco a tutto sesto probabilmente coevo alla costruzione dell'edificio e una porta più recente.
Il portale sulla facciata, risalente alla prima metà del '700, è affiancato da due lesene che sorreggono un timpano triangolare.

### Interno
L’interno è a tre navate provviste di volte a vela e suddivise da sei colonne con semplici capitelli cubici. Lungo le navate, sotto al pavimento, si trovano le sepolture dei frati e quelle delle più eminenti famiglie del paese tra le quali quelle dei Callori, Cornacchia, Pastrone, Peruzzi e Dalla Valle.
Nell’abside è di pregio il coro, formato da venti stalli intarsiati separati da braccioli decorati con foglie d’acanto, che risale al periodo fra il 1512 e il 1528.

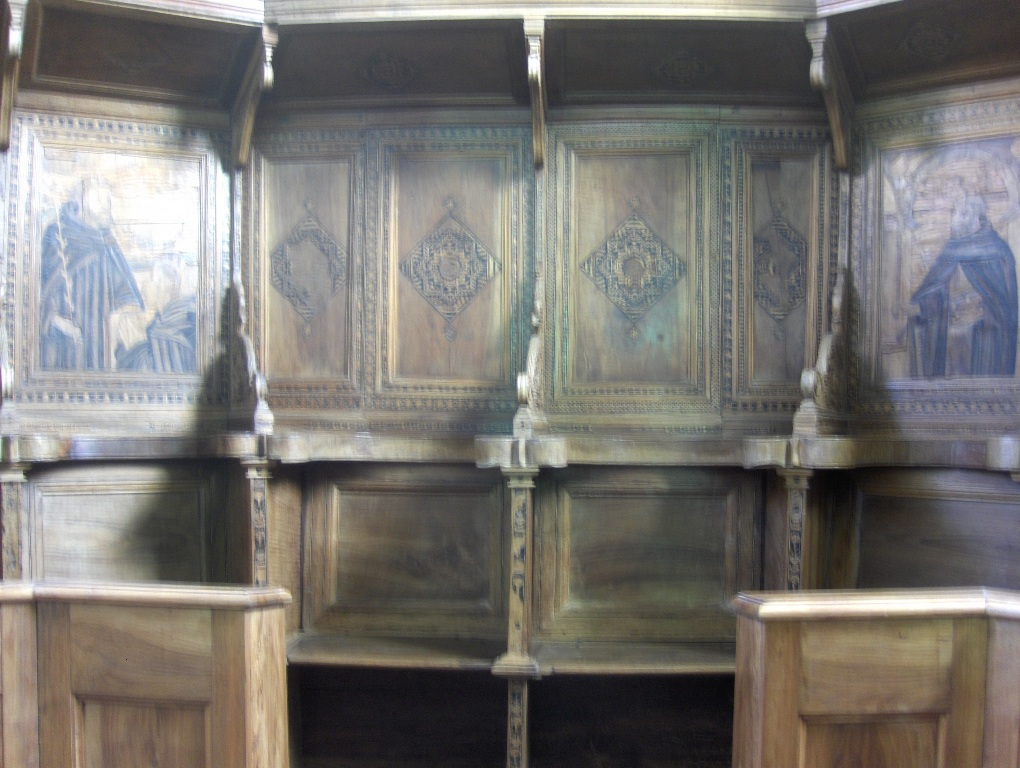
Particolare del coro

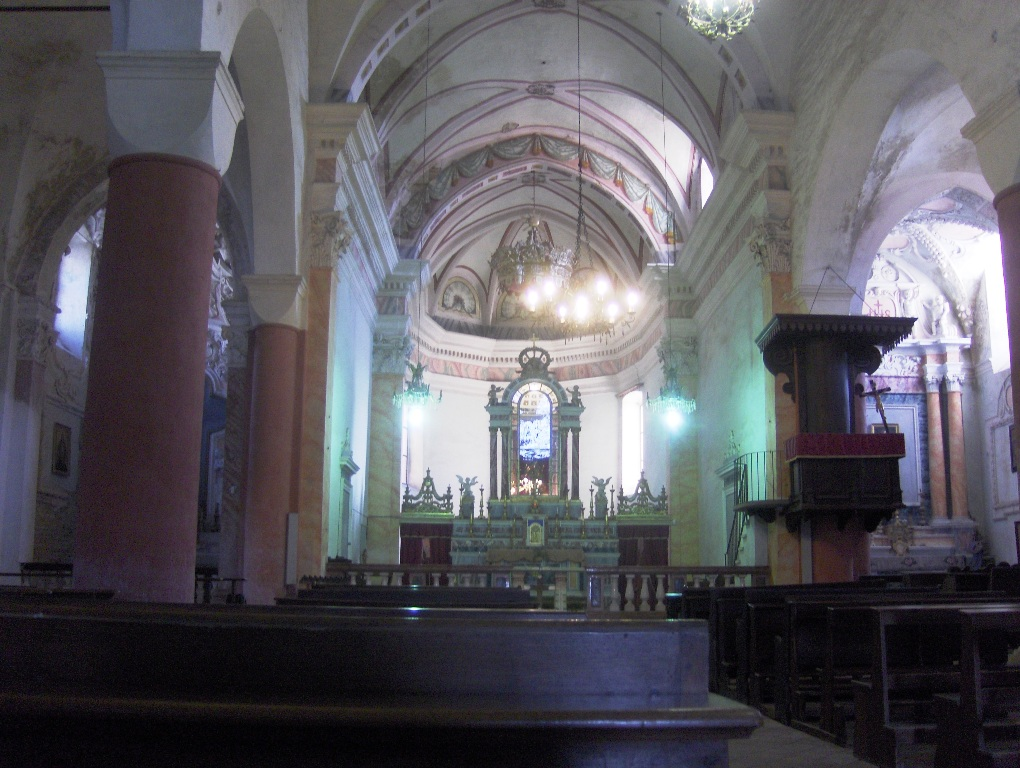
L'interno della chiesa